# Плацентій Антіохійський
Плацентій Антіохійський —  єпископом Антіохії з 334 по 341 рік, на початку аріанської суперечки. Більше нічого не відомо. У деяких списках єпископом у цей період називається Флацилій.
На Антіохійському Соборі (341 р.) головував Плацентій.